# 1994년 2월
| 1994년: 1월 · 2월 · 3월 · 4월 · 5월 · 6월 · 7월 · 8월 · 9월 · 10월 · 11월 · 12월 |

| <          | 1994년 2월 | 1994년 2월   | 1994년 2월 | 1994년 2월  | 1994년 2월 | >          |
| 일         | 월         | 화           | 수         | 목          | 금         | 토         |
|            |            | 1 12.21 무오 | 2 22 기미  | 3 23 경신   | 4 24 신유  | 5 25 임술  |
| 6 26 계해  | 7 27 갑자  | 8 28 을축    | 9 29 병인  | 10 1.1 정묘 | 11 2 무진  | 12 3 기사  |
| 13 4 경오  | 14 5 신미  | 15 6 임신    | 16 7 계유  | 17 8 갑술   | 18 9 을해  | 19 10 병자 |
| 20 11 정축 | 21 12 무인 | 22 13 기묘   | 23 14 경진 | 24 15 신사  | 25 16 임오 | 26 17 계미 |
| 27 18 갑신 | 28 19 을유 |              |            |             |            |            |

| - 2월 18일 - 탁명환 편집하기 |

## 1994년2월 27일
- 노르웨이 1994년 동계올림픽이 폐막하다.

## 1994년2월 17일
- 나사 연구원 앤 하치가 갈릴레오 호의 사진을 분석하던 중 다크틸을 발견하다.

## 1994년2월 12일
- 노르웨이 1994년 동계올림픽이 개막하다.